# Cúmulo de la Rosa Blanca
NGC 7789 es un cúmulo abierto en Casiopea que fue descubierto por Caroline Herschel en 1783 .  Su hermano William Herschel la incluyó en su catálogo como H VI.30. Este grupo es también conocido como Cúmulo de la Rosa Blanca o  Cúmulo de la Rosa de Carolina porque cuando se ve visualmente, los lazos de las estrellas y los callejones oscuros parecer el remolino de pétalos de rosa como se ve desde arriba.
- Datos: Q944074
- Multimedia: NGC 7789 / Q944074